# Eugen-Kaiser-Straße 17a (Hanau)

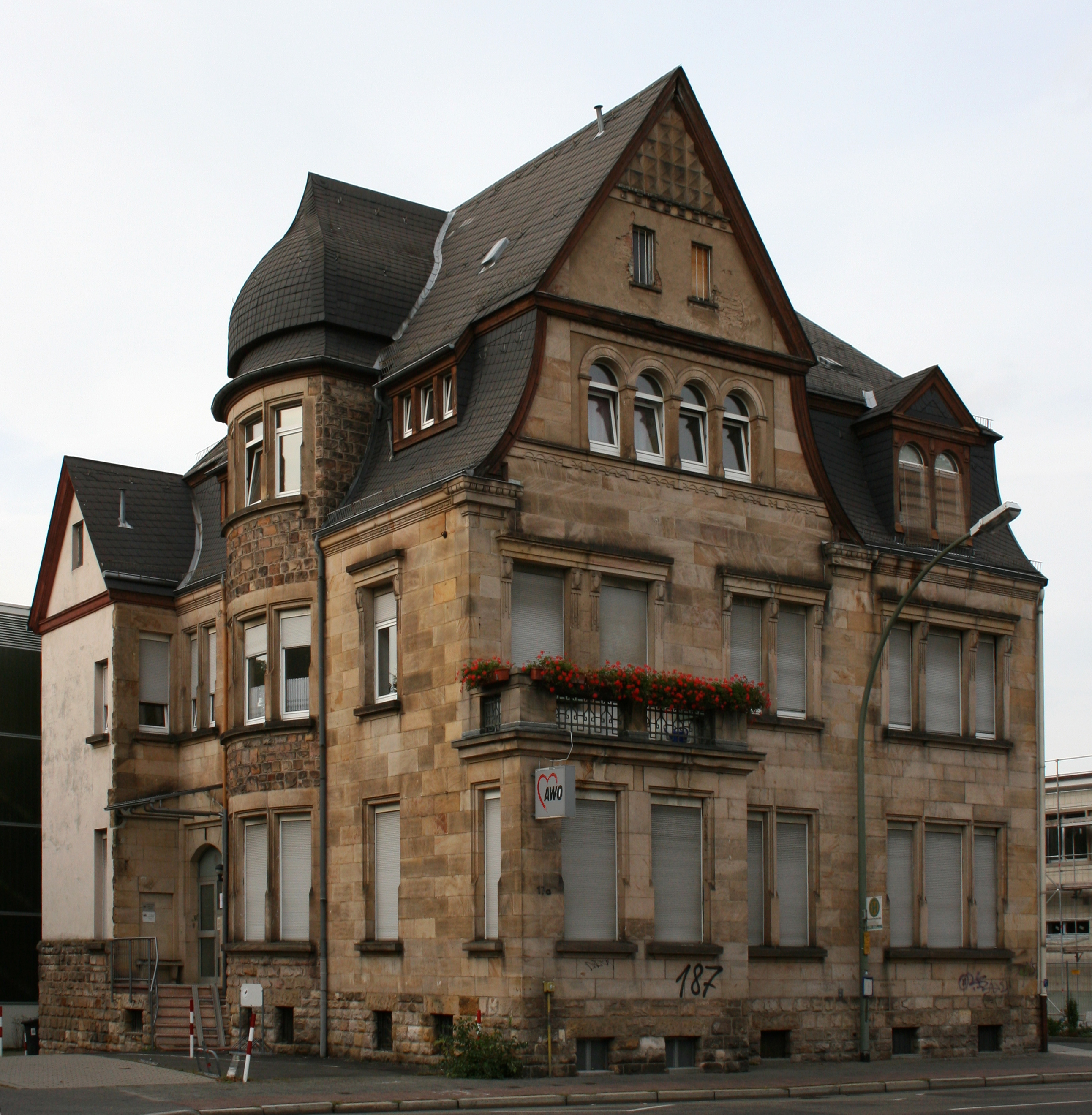
Ansicht des Gebäudes von der Straßenseite

Das Haus Eugen-Kaiser-Straße 17a ist ein Wohn- und Geschäftshaus in der hessischen Stadt Hanau. Es wurde in den Jahren 1908/10 nach Plänen des aus Hanau stammenden Architekten Georg Clormann am nordwestlichen Rand der Innenstadt errichtet.

## Lage
Das Gebäude befindet sich in Nachbarschaft zum Heinrich-Fischer-Bad sowie westlich des Schlossgartens. Die Eugen-Kaiser-Straße und das nordwestlich der Altstadt Hanau gelegene Areal weist zahlreiche wertvolle Gebäude aus der Wende vom 19. zum 20. Jahrhundert auf, darunter das ehemalige Kreishaus (Eugen-Kaiser-Straße 9, erbaut 1902/1903) sowie schräg gegenüber dem Objekt eine Villa im Stil der Neorenaissance (Eckhaus Heinrich-Bott-Str. 11, Baujahr um/vor 1897). Trotz der Zerstörung der Stadt Hanau im März 1945 blieb hier genug Substanz der Gebäude erhalten, um sie in der Nachkriegszeit wieder aufzubauen, während näher zur Altstadt gelegene Denkmäler wie das Stadtschloss in den 1950er Jahren abgerissen wurden.

## Architektur
Dem Zeitgeschmack des späten Historismus folgend bediente Clormann sich traditioneller Formen des deutschen Landhausstils. Details der raumgreifenden und detailliert ausgearbeiteten Villa in Massivbauweise, insbesondere die Ausgestaltung des Giebels des Zwerchhauses, nehmen Anleihen aus der sich einige Jahre zuvor formierenden Reformarchitektur.
Das Gebäude gilt als eines der traditionalistischsten im Schaffen des ansonsten auf die Neue Sachlichkeit spezialisierten Clormann. Es ist ein Kulturdenkmal aufgrund des Hessischen Denkmalschutzgesetzes aus künstlerischen, geschichtlichen und städtebaulichen Gründen.
Seit 1978 ist in dem Haus der Sitz der örtlichen Geschäftsstelle der Arbeiterwohlfahrt untergebracht.